# HOT Mobile
HOT Mobile és una empresa israeliana de telefonia mòbil. La companyia ofereix diversos serveis com: enviament bidireccional de ràdio, Intranet mòbil, connexió a Internet, missatges de text, sistema de posicionament global (GPS), telèfon amb altaveu, multimèdia, itinerància, enviament d'imatges, transmissió de dades amb el telèfon mòbil, control de velocitat, transmissió d'informació amb Vcard, telèfon multimèdia, càmera de video, i correu electrònic. La companyia va ser fundada el 1994, la seva seu central es troba a Tel-Aviv. HOT Mobile és una empresa filial de HOT Telecommunication Systems.